# Jean Henri Riesener

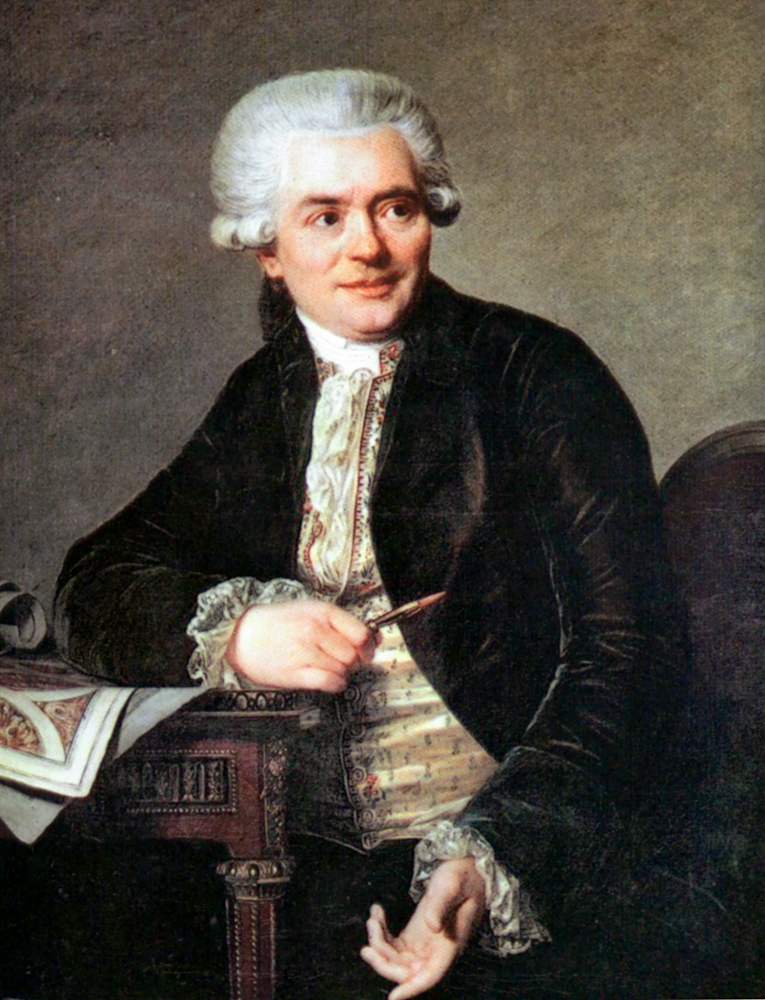
Jean Henri Riesener. Autor Antoine Vestier

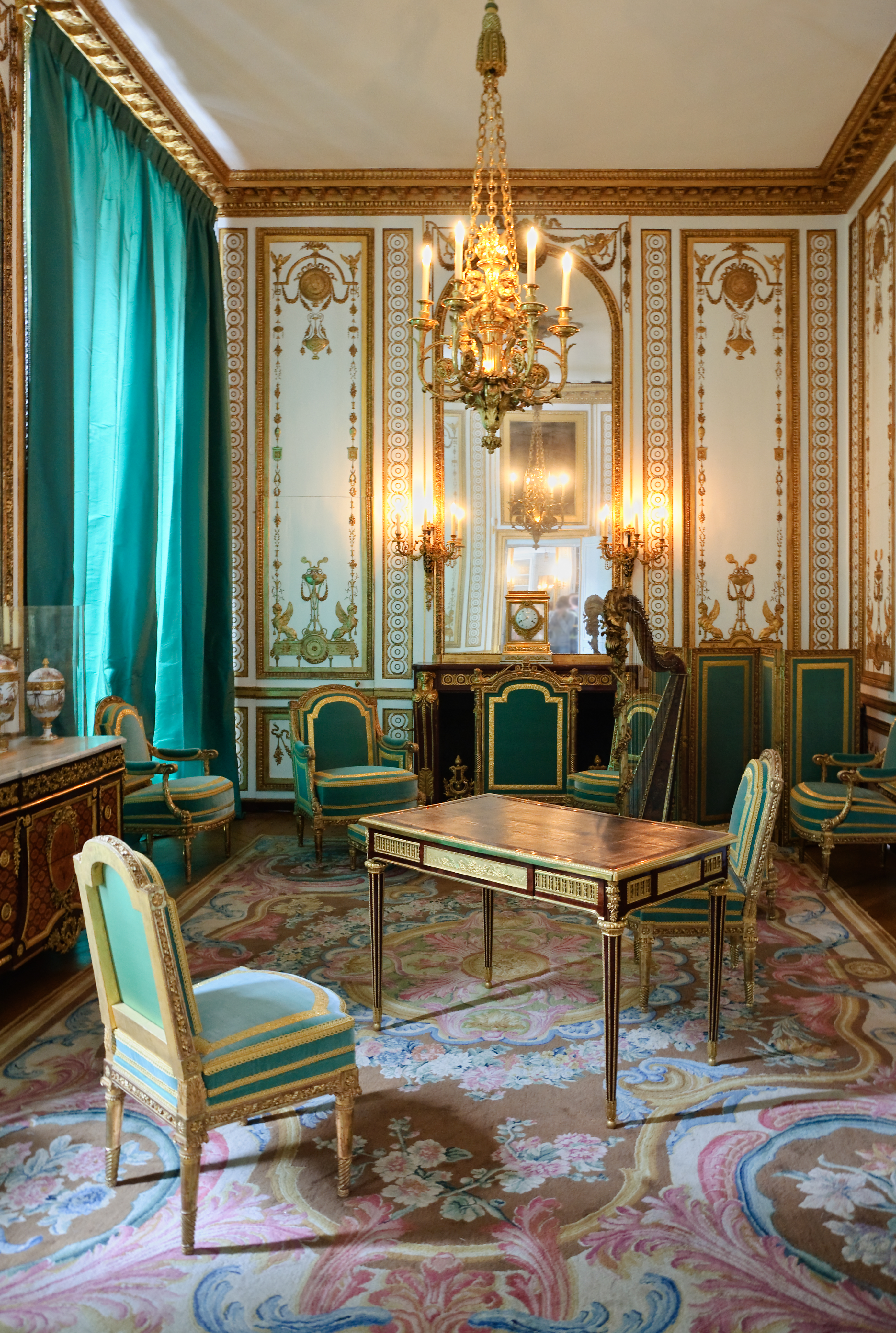
Writing table w Petit appartement de la reine Marii Antoniny zaprojektowany przez Riesenera (1783) Pałac wersalski.

 Jean Henri Riesener, (Johann Heinrich Riesener),(ur. 4 lipca 1734 w Gladbeck, zm. 6 stycznia 1806 w Paryżu) – francuski projektant mebli pochodzenia niemieckiego, ebenista.
Uczeń i współpracownik J.F. Oebena, po którym przejął paryską pracownię.
Tworzył dekorowane meble w stylu Ludwika XV. Wprowadził do meblarstwa ornamentykę à la grecque. W tworzeniu mebli używał m.in. mahoniu i palisandru, dekorację stanowiły również ozdoby z brązu, inkrustacje i elementy porcelanowe.

## Życie
Jean Henri Riesener urodził się jako drugi syn (miał jeszcze młodszego brata) Jana Hermanna i Margarethy Riesener z d. Brahms w małym westfalskim miasteczku Gladbeck. Ojciec jego był skromnym rzemieślnikiem. W 1755 roku Jean Henri Riesener emigrował do Francji. W 1767 poślubił Françoise Oeben z d. van der Cruse, wdowę po swoim mistrzu. W 1768 otrzymał tytuł mistrza. W 1801 zamieszkał przy Rue Saint-Honore Nr. 2 po ostatecznym zamknięciu warsztatu.

## Literatura
Henry de Morant - Historia sztuki zdobniczej - Arkady Warszawa 1981 ISBN 83-213-2966-7